# 北乍得攻势
乍得反叛組織乍得变革和协和阵线在2021年4月11日—5月9日發起對乍得北部的軍事攻勢。此攻勢是在2021年乍得总统选举之後，位置是在乍得北部的提贝斯提区。
乍得總統伊德里斯·代比在2021年4月20日的攻勢中阵亡，他的兒子馬哈馬特·代比於同日成為乍得的代理總統。